# Епарон де Вердон
Епарон де Вердон (фр. Esparron-de-Verdon) насеље је и општина у југоисточној Француској у региону Прованса-Алпи-Азурна обала, у департману Горњопровансалски Алпи која припада префектури Дињ ле Бен.
По подацима из 2011. године у општини је живело 425 становника, а густина насељености је износила 12,43 становника/km². Општина се простире на површини од 34,2 km². Налази се на средњој надморској висини од 386 метара (максималној 585 m, а минималној 307 m).

## Демографија
| 1962. | 1968. | 1975. | 1982. | 1990. | 1999. | 2011. |
| ----- | ----- | ----- | ----- | ----- | ----- | ----- |
| 88    | 103   | 118   | 206   | 290   | 312   | 425   |

График промене броја становника у току последњих година